# Язвинківська сільська рада
| Язвинківська сільська рада — колишній орган місцевого самоврядування у Немирівському районі Вінницької області з адміністративним центром у с. Язвинки. Сільській раді підпорядковані населені пункти: - с. Язвинки - с. Гунька - с. Козаківка - с. Супрунівка |

## Склад ради
Рада складається з 16 депутатів та голови.

## Керівний склад сільської ради
| ПІБ                          | Основні відомості                                                 | Дата обрання | Дата звільнення |
| ---------------------------- | ----------------------------------------------------------------- | ------------ | --------------- |
| Демиденко Михайло Григорович | Сільський голова, 1960 року народження, освіта, безпартійний      | 26.03.2006   | 31.10.2010      |
| Демиденко Михайло Григорович | Сільський голова, 1960 року народження, освіта вища, безпартійний | 31.10.2010   |                 |

Примітка: таблиця складена за даними джерела